# Barry Moore
Felix Barry Moore (ur. 26 września 1966 w hrabstwie Coffee, Alabama) – amerykański polityk, członek Partii Republikańskiej, reprezentujący 2. okręg wyborczy stanu Alabama w Izbie Reprezentantów od 2021 roku. Okręg jest usytuowany w stolicy stanu Montgomery i obejmuje Wiregrass. W latach 2010–2018 reprezentował 91. okręg wyborczy w Izbie Reprezentantów stanu Alabama.
Moore kandydował po raz pierwszy do Izby Reprezentantów w 2018, rzucając wyzwanie urzędującej Marthie Roby. W prawyborach Partii Republikańskiej zajął trzecie miejsce. Po ogłoszeniu przez Roby odejścia z urzędu na koniec kadencji w 2020 roku, Moore ponownie ogłosił swoją kandydaturę. Wygrał prawybory i w wyborach powszechnych pokonał Demokratkę Phyllis Harvey-Hall.

## Młodość i wykształcenie
Moore urodził się 26 września 1966. Wychował się na farmie w hrabstwie Coffee i uczęszczał na zajęcia w Enterprise State Community College. Następnie podjął studia na Auburn University, gdzie uzyskał licencjat z nauk rolniczych w 1992. W trakcie studiów był członkiem Gwardii Narodowej stanu Alabama.

## Wczesna kariera
W 1998 Moore założył Barry Moore Industries, firmę zajmującą się wywozem odpadów. Obecnie firma nosi nazwę Hopper-Moore Inc.

### Izba Reprezentantów stanu Alabama
Moore został wybrany do stanowej Izby Reprezentantów w 2010 roku, pokonując urzędującego Demokratę Terry'ego Spicera. Komitety polityczne związane z ówczesnym spikerem stanowej Izby Reprezentantów Mikiem Hubbardem wsparły kampanię Moore'a kwotą przekraczającą $150,000.
Dwa miesiące po wyborze na urząd, on i jego żona otrzymali kontrakt ze stanowym Departamentem Zarządzania Środowiskiem (ang. Alabama Department of Environmental Management – skrót. ADEM). W latach 2011–2013 małżeństwo łącznie otrzymało od departamentu $64,612.
W kwietniu 2014, Moore został aresztowany w związku o podejrzenie o krzywoprzysięstwo i składanie fałszywych zeznań w trakcie procesu jego politycznego mentora, Mike'a Hubbarda. Pod koniec 2014 został oczyszczony z zarzutów.

## Izba Reprezentantów Stanów Zjednoczonych

### Wybory

#### 2018
W 2018 roku, Moore rzucił wyzwanie urzędującej Marthie Roby, w prawyborach Partii Republikańskiej. Zajął trzecie miejsce za Roby i byłym reprezentantem Bobbym Brightem.

#### 2020
Moore ponownie ubiegał się o urząd w 2020 roku. Urzędująca Martha Roby zdecydowała się nie ubiegać o reelekcję na szóstą kadencję. W pierwszej turze prawyborów Partii Republikańskiej zajął drugie miejsce, za przedsiębiorcą Jeffem Colemanem, którego pokonał w drugiej turze, która była opóźniona o trzy miesiące z powodu pandemii COVID-19. W międzyczasie, kampania Colemana straciła poparcie części wyborców, co pozwoliło Moore'owi wygrać. W wyborach powszechnych pokonał Demokratkę Phyllis Harvey-Hall, zdobywając 65.2% głosów.

## Poglądy polityczne

### Aborcja
Moore poparł zniesienie wyroku Sądu Najwyższego w sprawie Roe v. Wade, nazywając je "wielkim zwycięstwem ruchu pro-life i konstytucji."

### Wybory prezydenckie w 2020 roku
6 stycznia 2021 Moore był jednym z 147 republikańskich ustawodawców, którzy zagłosowali za odwróceniem wyników wyborów prezydenckich w 2020 roku.

## Wyniki w wyborach
| Partia  | Partia        | Kandydat                 | l. głosów | %    |
| ------- | ------------- | ------------------------ | --------- | ---- |
|         | Republikańska | Martha Roby (urzędująca) | 36 708    | 39,0 |
|         | Republikańska | Bobby Bright             | 26 481    | 28,1 |
|         | Republikańska | Barry Moore              | 18 177    | 19,3 |
|         | Republikańska | Rich Hobson              | 7 052     | 7,5  |
|         | Republikańska | Tommy Amason             | 5 763     | 6,1  |
| łącznie | łącznie       | łącznie                  | 94 181    | 100  |

| Partia  | Partia        | Kandydat        | l. głosów | %    |
| ------- | ------------- | --------------- | --------- | ---- |
|         | Republikańska | Jeff Coleman    | 39 738    | 38,1 |
|         | Republikańska | Barry Moore     | 21 354    | 20,4 |
|         | Republikańska | Jessica Taylor  | 20 763    | 19,9 |
|         | Republikańska | Troy King       | 15 145    | 14,5 |
|         | Republikańska | Terri Hasdorff  | 5 207     | 5,0  |
|         | Republikańska | Thomas W. Brown | 1 395     | 1,3  |
|         | Republikańska | Bob Rogers      | 824       | 0,8  |
| łącznie | łącznie       | łącznie         | 104 426   | 100  |

| Partia  | Partia        | Kandydat     | l. głosów | %    |
| ------- | ------------- | ------------ | --------- | ---- |
|         | Republikańska | Barry Moore  | 51 715    | 60,0 |
|         | Republikańska | Jeff Coleman | 34 503    | 40,0 |
| łącznie | łącznie       | łącznie      | 86 218    | 100  |

| Partia  | Partia             | Kandydat           | l. głosów | %    |
| ------- | ------------------ | ------------------ | --------- | ---- |
|         | Republikańska      | Barry Moore        | 197 996   | 65,2 |
|         | Demokratyczna      | Phylis Harvey-Hall | 105 286   | 34,7 |
|         | dopisani kandydaci | dopisani kandydaci | 287       | 0,1  |
| łącznie | łącznie            | łącznie            | 303 569   | 100  |

## Życie prywatne
Moore poślubił Heather Hopper w 1992, razem mają czwórkę dzieci.